# Терны (станция)
Терны (укр. Терни) — грузо-пассажирская железнодорожная станция Криворожской дирекции Приднепровской железной дороги на линии Рядовая—Терны.

## История
Станция открыта в 1965 году как грузовая. Название происходит от бывшего города Терны, возле которого находилась станция.

## Характеристика
Расположена в северной части Кривого Рога Днепропетровской области в 6 км от станции Рядовая. Станция является тупиковой, находится в промышленной зоне Северного ГОКа, обеспечивает перевозку продукции СевГОКа.
Имеет современное оборудование безопасности движения.
На станции останавливаются пригородные электропоезда.